# Arctic Race of Norway
De Arctic Race of Norway is een vierdaagse Noorse wielerwedstrijd die voor de eerste maal werd georganiseerd in 2013 en verreden wordt in de provincies Nordland, Troms en Finnmark in Noord-Noorwegen. Het bijzondere aan deze wedstrijd is dat men midden in de zomer gebruik kan maken van de lange dagen in dat deel van Europa en dus avond-etappes kan organiseren, die in primetime op TV kunnen worden uitgezonden. De Arctic Race of Norway is de meest noordelijk verreden wielerwedstrijd ter wereld.
Sinds 2020 maakt de ronde deel uit van de UCI ProSeries.

## Lijst van winnaars

### Overwinningen per land
| Zeges | Land                                                                                            |
| ----- | ----------------------------------------------------------------------------------------------- |
| 2     | Noorwegen, België                                                                               |
| 1     | Estland, Italië, Kazachstan, Nederland, Nieuw-Zeeland, Rusland, Verenigd Koninkrijk, Denemarken |